# 남산초등학교 서천분교
남산초등학교 서천분교는 대한민국 강원특별자치도 춘천시 남산면 백양리에 있는 공립 초등학교다.

## 학교 연혁
- 1941년 7월 1일 서천공립국민학교 개교
- 1983년 3월 1일 방성분교장 편입
- 1996년 3월 1일 서천초등학교로 교명 변경
- 2000년 9월 1일 방성분교장 통폐합
- 2009년 2월 13일 제60회 졸업(총 1,307명)
- 2009년 3월 1일 남산초등학교 서천분교장으로 교명 변경
- 2022년 3월 1일 제39대 김정수 교장 취임

## 참고 자료
- 남산초등학교 서천분교 - 한국교육학술정보원 학교알리미